# Biochemical and Biophysical Research Communications
Biochemical and Biophysical Research Communications — еженедельный рецензируемый научный журнал. Специализируется на всех аспектах биохимии и биофизики. Был основан в 1959 издательством Academic Press и в настоящее время публикуется издательством Elsevier. Главный редактор — Вольфганг Баумейстер из Max Planck Institute of Biochemistry.
Согласно Journal Citation Reports в 2020 году журнал имел импакт-фактор 3.575.

## Реферирование и индексирование
Журнал реферируется и индексируется в:
- Biological Abstracts
- Chemical Abstracts Service
- Current Contents/Life Sciences
- Embase[англ.]/Excerpta Medica
- EMBiology[англ.]
- MEDLINE/Index Medicus[англ.]
- Science Citation Index
- Scopus